# Queen Fumi
Queen Fumi (née le 13 mars 1992), de son vrai nom Fumilayo Raimi, est une  chanteuse et actrice béninoise résident au Canada.

## Biographie
Queen Fumi est née le 13 mars 1992 à Cotonou au Bénin. A l'âge de 12 ans elle se découvre une passion pour la musique en se produisant dans les spectacles culturels organisés par son lycée d'entre temps nommé le CSNDA. En 2011, elle déménage au Canada pour suivre un cursus universitaire.
Elle entame formellement sa carrière musicale en 2015 en publiant des vidéos amateurs sur les réseaux sociaux où elle interprète des hits d'artistes populaires mondiaux. En mars 2016, elle sort sa première chanson Romantic Boy sous le label Eden Music. Au début de 2017, son remix de Tchoin du rappeur français Kaaris atteint près d’un demi-million de vues sur sa page Facebook et son compte YouTube. Quelques mois plus tard elle fait le remix version française du hit mondial Despacito de Luis Fonsi, qui lui a valu un succès énorme et inattendu. À la fin 2017, elle signe avec le label Blue Diamond, se plaçant comme deuxième signature de ce label après Fanicko. Elle sort ensuite d'autres singles dont Coco, Madame et Zero en 2018. En août 2019, Le clip du single Affaire de Boy, en collaboration avec Tina, une musicienne gabonaise, est mis en ligne, lui donnant une visibilité supplémentaire et lui valant plus d'audience dans les plus grands pays d'Afrique francophone.
En 2021, Fumi quitte Blue Diamond et rejoint Assouka Music,,. En 2023, elle sort un nouveau clip, Poupée, qui préfigure un album à venir.

## Style musical
Queen Fumi développe un style musical qui combine des sons urbains et traditionnels de ses origines.

## Distinctions

### Récompenses
- 2018 : Prix du Meilleur Espoir décerné par Bénin Top 10[8]
- 2019 : Nommé sacré meilleure collaboration internationale par le single Affaire de boy (featuring Tina) au Bénin Showbiz Awards[9].

## Discographie

### Albums studio
- 2018 : Zéro[10]
- 2018  : Madame
- 2019 : Coco
- 2019 : Affaire de Boy[11]

### Singles
- 2016  : Romantic boy et Reprise tchoin
- 2017  : Reprise 2u et Reprise despacito (featuring Avel Ino)
- 2018  : zéro, Laisse moi, Happy birthday, Original,  Madame
- 2019  : Coco et Bamanou (featuring Ralami), Allez les écureuils, Affaire de boy (featuring Tina), Choupompom, Pas de bétises 2.0 (featuring Familyzik)
- 2020  : Bolingo et Ton numéro (featuring B-Syd), La go 2 Jordan
- 2021  : M'bebe
- 2022  : Loki (featuring Kardinal Ricky), Amoureux de toi (featuring Crisba)
- 2023  : Poupée